# Félix Goethals

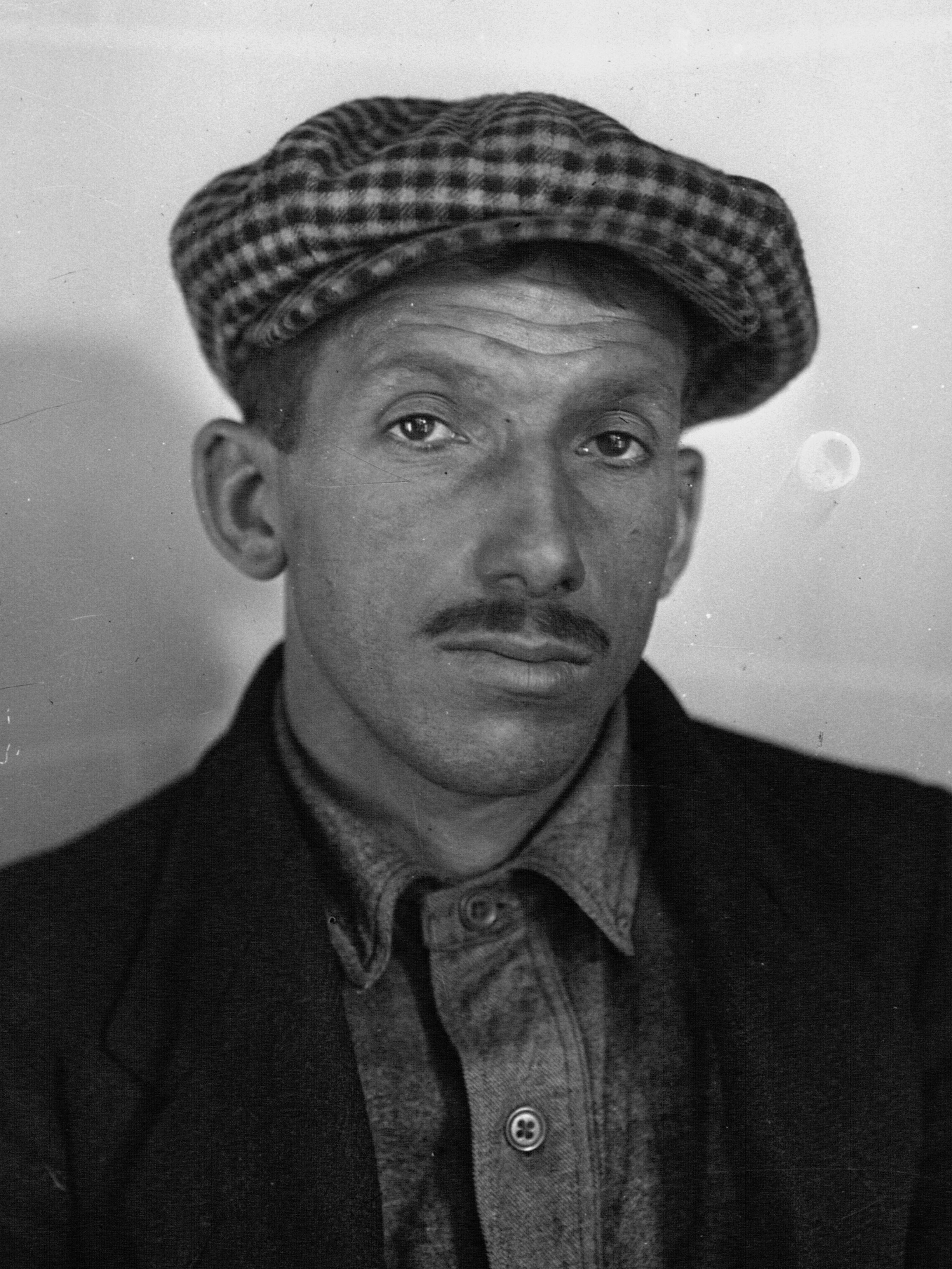
Félix Goethals (1919)

Félix Goethals (* 14. Januar 1891 in Rinxent; † 24. September 1962 in Capinghem) war ein französischer Radrennfahrer.
Goethals fuhr von 1913 bis 1914 und nach Beendigung des Ersten Weltkriegs von 1919 bis 1926 bei verschiedenen Radsportmannschaften. Seine größten Erfolge konnte er bei der Tour de France zwischen 1920 und 1924 feiern. Er gewann insgesamt sieben Etappen und beendete die Rundfahrt zweimal unter den besten Zehn. Darüber hinaus war er 1913 bei den Eintagesrennen Circuit de Champagne und Paris–Calais siegreich. 1921 siegte er im Eintagesrennen Paris–Bourganeuf. 1925 gewann er Paris–Calais erneut.

## Erfolge
1913
- Circuit de Champagne

1920
- eine Etappe und 9. Platz Gesamtwertung Tour de France

1921
- drei Etappen und 10. Platz Gesamtwertung Tour de France

1923
- zwei Etappen Tour de France

1924
- eine Etappe Tour de France

## Teams
- 1920–1921 La Sportive
- 1923–1926 Thomann-Dunlop